# Municipio de Hopewell (condado de Huntingdon)
El municipio de Hopewell (en inglés: Hopewell Township) es un municipio ubicado en el condado de Huntingdon en el estado estadounidense de Pensilvania. En el año 2000 tenía una población de 587 habitantes y una densidad poblacional de 15 personas por km².

## Geografía
El municipio de Hopewell se encuentra ubicado en las coordenadas 40°14′45″N 78°13′59″O / 40.24583, -78.23306.

## Demografía
Según la Oficina del Censo en 2000 los ingresos medios por hogar en la localidad eran de $30,658 y los ingresos medios por familia eran de $35,313. Los hombres tenían unos ingresos medios de $30,893 frente a los $20,250 para las mujeres. La renta per cápita de la localidad era de $20,124. Alrededor del 10,9% de la población estaba por debajo del umbral de pobreza.